# Ostbeskiden
Die Ostbeskiden (ukrainisch Східні Бескиди Schidni Beskydy, polnisch Beskidy Wschodnie) sind ein Gebirgszug der Ostkarpaten in Polen (Woiwodschaft Karpatenvorland), der Ukraine, der Slowakei und Rumänien. Soweit man die Karpatenzüge östlich der polnisch-ukrainischen Grenze innerhalb der Grenzen der ehemaligen Zweiten Polnischen Republik von vor 1939 ebenfalls als Ostbeskiden ansieht, dann liegt der größte Teil der Ostbeskiden in der Ukraine. Soweit man die Ostbeskiden jedoch nur westlich des Uschok-Pass ansiedelt, dann ist die Tarnica mit 1346 m in den Bieszczady der höchste Gipfel des Gebirges.

## Abgrenzung
Im Westen schließen sich die Mittleren Beskiden und im Osten die ukrainische Tiefebene.  Sie gehören zu den Äußeren Ostkarpaten. Die Waldkarpaten sind Teil der Ostbeskiden.

## Gliederung
Die Ostbeskiden gliedert sich in mehrere Gebirgszüge, unter anderem in die:
- Sanok-Turkaer Gebirge
- Bieszczady  im Süden

## Nachweise
- Jerzy Kondracki: Geografia regionalna Polski. Wydawnictwo Naukowe PWN, Warszawa 1998, ISBN 83-01-12479-2.